# Charles Charlemont
Pour les articles homonymes, voir Charlemont.
Charles Charlemont (né Louis Charles Pilet à Paris 10e le 21 novembre 1862 et mort à Saint-Germain-en-Laye le 31 mai 1944) est un maître d'armes et entraîneur de boxe française. Il est le fils de Joseph Charlemont à qui il succédera à la tête de son club jusqu’à sa mort en 1944.

## Biographie
Charles Charlemont bat Michel Ginoux, l'un des derniers spécialistes du Chausson marseillais en 1896. La même année Victor Castérès, élève de son père, affronte le champion de boxe anglaise Wilson dans un combat arbitré par le marquis de Queensberry (codificateur des règles de la boxe anglaise) lui-même. Ces rencontres renforcent l'intérêt du public pour la savate.
Afin d'affirmer la suprématie de la boxe française sur son homologue anglaise, Charles affronte l'anglais Jerry Driscoll, ex-champion de la marine anglaise, le 28 octobre 1899. À la première reprise, Driscoll l'accuse de l'avoir mordu. Après des échanges intenses, le combat prend fin à la huitième reprise ; Charles plie en deux Driscoll avec un fouetté médian que les Anglais interprètent comme un coup aux parties. En 1900, Charles bat Castérès à la salle Wagram à Paris. Par la suite, Charles se consacre à l'enseignement de son art et refuse d'affronter le champion du monde mi-moyen américain Al McCoy. Il a formé de nombreux professeurs de boxe dans son académie rue des Martyrs.
Son effort de codification de sa méthode aboutira à la forme actuelle de la boxe française, telle qu'elle est pratiquée aujourd'hui. En 1928, il reçoit le titre de Chevalier de la Légion d'honneur.
Sculpteur, il a exposé avec succès au Salon d'automne des Champs-Élysées.